# Klubivka, Izeaslav
Klubivka (în ucraineană Клубівка) este localitatea de reședință a comunei Klubivka din raionul Izeaslav, regiunea Hmelnîțkîi, Ucraina.

## Demografie
Componența lingvistică a localității Klubivka
     Ucraineană (98,48%)
     Rusă (1,32%)
     Alte limbi (0,15%)
Conform recensământului din 2001, majoritatea populației localității Klubivka era vorbitoare de ucraineană (98,48%), existând în minoritate și vorbitori de rusă (1,32%).